# Copa Constitució 2001-2002
La Copa Constitució 2001-2002 è stata la 10ª edizione della Coppa di Andorra di calcio, disputato tra il 12 maggio ed il 2 giugno 2002. Il FC Lusitanos ha vinto il trofeo per la prima volta.

## Quarti di finale
Gli incontri si disputarono il 12 e 13 maggio 2002
| Squadra 1       | Risultato | Squadra 2                 |
| --------------- | --------- | ------------------------- |
| FC Santa Coloma | 2 - 3     | FC Lusitanos              |
| FC Rànger's     | 2 - 3     | CE Principat              |
| UE Sant Julià   | 3 - 4     | Inter Club d'Escaldes     |
| FC Encamp       | 3 - 1     | Sporting Club d' Escaldes |

## Semifinale
Gli incontri si disputarono il 26 maggio 2002
| Squadra 1    | Risultato | Squadra 2             |
| ------------ | --------- | --------------------- |
| FC Encamp    | 0 - 1     | FC Lusitanos          |
| CE Principat | 1 - 2     | Inter Club d'Escaldes |

## Finale
La finale si giocò il 2 giugno 2002
| Aixovall 2 giugno 2002 | FC Lusitanos | 2 – 0 | Inter Club d'Escaldes | Estadi Comunal d'Aixovall |